# Rinnaren
Rinnaren är en sjö i Skara kommun i Västergötland och ingår i Göta älvs huvudavrinningsområde. Den 9 kilometer långa vandringsleden Flämsjön runt passerar sjön. Rinnaren får sitt vatten från sjön Hattaren. Utflödet går till Mellanviken i Flämsjön.